# Dasychira brunnescens
Dasychira brunnescens är en fjärilsart som beskrevs av Moore 1879. Dasychira brunnescens ingår i släktet Dasychira och familjen tofsspinnare. Inga underarter finns listade i Catalogue of Life.